# Хорвати в Перу
Хорвати в Перу (хорв. Hrvati u Peruu) — жителі Перу хорватського походження. 
Оселившись здебільшого у столиці Перу Лімі, перуанські хорвати розсіялися по величезному мегаполісу. Також потужна хорватська громада існує в районі Мірафлорес провінції Ліма, де досі зберігаються міцні зв’язки з хорватами. Через мішані шлюби більшість хорватів Перу мають мішане походження. Хорватська як фактична розмовна мова поширена лише серед іммігрантів першого покоління.
Більшість перуанських хорватів — римокатолики, маючи або повністю хорватське, або мішане європейське походження. Сюди зараховують і істрорумунів, які прилаштувалися до перуанського суспільства через мовну подібність між істрорумунською та іспанською, а також латинську мовну основу істро-румунів.

## Історія
Перу була першою південноамериканською країною, яка прийняла емігрантів з Хорватії. Найраніші поселенці прибули в XVI столітті з Рагузької Республіки (нинішній Дубровник). Значніша кількість іммігрантів прибула в другій половині ХІХ та на початку ХХ сторіччя, переважно з району Дубровника та решти хорватського узбережжя Адріатичного моря. Частина хорватів зайнялася добуванням гуано — дуже прибуткового наприкінці ХІХ ст. бізнесу. Інші займалися видобутком міді, золота та срібла в Андах. До кінця ХІХ ст. хорвати стали найвідомішою іноземною громадою в шахтарському місті Серро-де-Паско.
Нова хвиля хорватської імміграції сталася після початку Другої світової війни. Цього разу, однак, засвідчено прибуття орієнтовно 352 хорватів у Ліму. Багато хто оселився в густонаселеному районі Мірафлорес (провінція Ліма), а культурна асиміляція проходила лагідно завдяки схожості релігії та співпраці з корінними жителями. Іммігранти-парубки часто одружувалися з місцевими жінками, оселяючись у Лімі. Мало таких, про кого відомо, що вони виїхали з Перу і повернулися в Хорватію чи перебралися в інші країни.
1948 року з Хорватії в Перу прибула група з приблизно 1000 політичних емігрантів. Нове покоління переселенців за настроями суттєво відрізнялося від старого, і обидві громади тривалий час проживали нарізно.
Нині, за оцінками хорватського уряду, хорватське походження мають 6000 перуанців, більшість із яких народилися вже в Перу. Фактичних іммігрантів залишилося живими небагато.

## Сьогодення
Перуанські хорвати не належать до широко відомих національних меншин Перу, проте прояви їхньої присутності відзначаються в житті повсякденно. Найпомітнішим серед них є «бочче» — проста гра з м'ячем, відома в усій Європі та дуже популярна в Хорватії. Після побудови алей «бочче» в дорогому заміському клубі «Regatas Lima», що в столичному районі Чоріллос, цей заклад почав притягувати дедалі більше відвідувачів, а невдовзі слава про це рознеслася по всьому місту. Нині «бочче» стали відомим видом спорту як для хорватів, так і для нехорватів у всьому Перу.
Чимало хорватів-перуанців, скромно почавши в Перу, згодом значно просунулися у своїх сферах діяльності. Багато з них стали відомими у вже тоді успішній перуанській риболовецькій галузі, інші зуміли закріпитися в інших галузях. Відносну популярність у Лімі здобула хорватська кухня, а кілька перуанських хорватів відкрили власні ресторани, де подають переважно морепродукти.

## Відомі перуанські хорвати
- Сесар Б'єліч-Помареда — міністр військово-морських сил Перу
- Ісмаель Б'єліч-Флорес — політик[3]
- Іван Булос — футболіст[4]
- Лаура Споя — телеведуча, Міс Перу 2015[5]
- Хуан Б'єловучіч Кавальє — авіатор[6]
- Хуан Гаргуревич — журналіст
- Сабі Камаліч — актриса
- Крістіан Крекович —художник
- Софія Муланович —серферка
- Рауль Руйдіас — футболіст
- Ренцо Шепут — футболіст
- Ванесса Теркес — актриса
- Гільєрмо Томасевич — футболіст
- Естебан Павлетич Трухільо — романіст, есеїст